# James Carville
Pour les articles homonymes, voir Carville.
James Carville, né le 25 octobre 1944 à Carville (Louisiane), est un animateur de télévision et un commentateur politique américain. Il est surnommé le Cadien enragé (Ragin cajun). 

## Biographie
Carville est conseiller en stratégie politique auprès de candidats du Parti démocrate aux États-Unis. Il contribue à plusieurs campagnes électorales, mais il est surtout connu pour son rôle dans la campagne présidentielle de Bill Clinton en 1992. Après le succès de Clinton, Carville met fin à sa carrière politique aux États-Unis mais aide des candidats d'autres pays, comme Tony Blair et Ehoud Barak.

## Vie privée
James Carville est marié à une commentatrice politique, Mary Matalin (en), qui fait partie du Parti républicain. Ils se sont mariés en octobre 1993 à La Nouvelle-Orléans en Louisiane. Ils ont deux filles : Matalin Mary « Matty » Carville et Emerson Normand « Emma » Carville. 
James Carville est actuellement professeur de sciences politiques à l'université Tulane.
Il vit avec un TDAH.

## Filmographie

### comme acteur
- 1996 : Larry Flynt (The People vs. Larry Flynt) : Simon Leis
- 2003 : Retour à la fac (Back to school) : lui-même
- 2005 : The Southern Sports Awards 2005 (TV) : Co-host
- 2006 : Man of the Year : Political Commentator #1
- 2007 : L'Assassinat de Jesse James par le lâche Robert Ford : Le gouverneur Crittenden
- 2008 : 30 Rock Saison 2 épisode 8 (TV)
- 2011 : L'Agence : lui-même
- 2011 : Les Muppets, le retour : lui-même
- 2016 : Le Marquis du Mal : lui-même

### comme producteur
- 2006 : Les Fous du roi (All the King's Men)
- 2006 : Sanford Meisner Master Class (vidéo)